# 臼井甕男

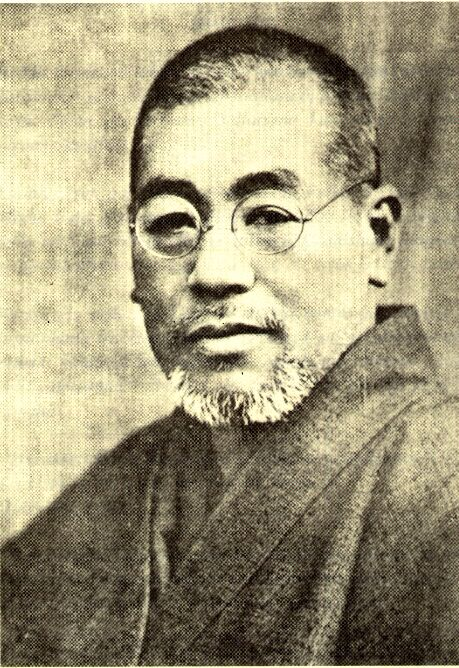
臼井甕男

臼井 甕男（うすい みかお、1865年8月15日 - 1926年3月9日）は、現在レイキとして世界中に広まっている手当て療法を中心とした民間療法の一種「臼井靈氣療法」（臼井霊気療法）の創始者である。
生誕地は、岐阜県山県郡谷合村（現在の岐阜県山県市）である。
職業は、公務員、会社員、実業家、新聞記者、政治家後藤新平の秘書などさまざまに経験する。
その体験から「人生の目的とは何か」という大命題の探求から、禅の道に入り、真の悟りともいえる安心立命（あんじんりゅうめい）の境地を目指し修行するも、どうしても悟りを得られず、悩みぬいた末に禅の師に相談したところ、
「それなら一度死んでごらん」
と答えられ、「自分の人生も、もはやこれまで」という覚悟を決め、1922年春（3月または4月と、文献によって記載が異なる）に京都の鞍馬山にこもって断食を始める。修行のための断食と言うよりは、死を覚悟してのものだったらしい。
断食に入り3週間目の真夜中ごろ、脳の中心部あたりに落雷をうけたような激烈な衝撃を感じ、そのまま意識不明の状態に陥る。
数時間後、ふと気がつくと夜が明け始めた頃で、心身爽快な気分に満ちて目覚め、その衝撃のときに感じたエネルギーが心身を貫き、体内との共鳴、一体感を達成し、求めていた悟りの境地を完成したことを知る。
悟りが得られたことに喜び勇んで山を降りる途中、石につまづき足の指の爪がはがれ、思わず手を当てたところ痛みが去り、血が止まり即座に治癒してしまったという。そして、山のふもとまで降りてくると、小さな食堂があり、主人が止めるのも聞かず腹いっぱい食べた。主人の孫娘が顔が腫れるほどのひどい虫歯で、頬に手を当てるとたちどころに痛みが引いた。さらに、家族にも試したところ即効的な効果があり、「広く世の中の人にこの力の恩恵を与えたい」との思いから、工夫研究の結果、この能力を他人に伝授し、心身改善に活用する方法を見出す。これが臼井霊気療法という手当て療法の始まりとされる。
1922年4月に指導法などを定めた上で臼井霊気療法学会を設立する。
現在世界中に広まっているレイキは、臼井が養成した21または20人の師範（レイキを他人に伝授できる資格者）の一人林忠次郎がハワイ在住の日系人高田ハワヨに伝授したものが広まったもの。
山県市谷合の天鷹神社には臼井が寄進した鳥居がある。